# Nyländska Nationen
Nyländska Nationen vid Åbo Akademi (NN) är en studentnation som grundades år 1936 i Åbo för att man ville binda samman studerande från hela Nyland med nyländskt sinnade personer, oavsett vid vilken fakultet personerna studerar. Mottot för Nyländska Nationen är ”Kärlek över fakultetsgränserna”. Föreningen har cirka aktiva 200 medlemmar, och det ordnas evenemang som är öppna för alla medlemmar samt icke-medlemmar som också vill delta. Vid nationsmöten (i allmänhet minst fyra per år) kan medlemmarna påverka föreningens verksamhet.

## Vänföreningar
Nyländska Nationen har flera vänföreningar både i Finland, Sverige och Schweiz. Nyländska Nationens rötter härstammar från Nylands nation i Helsingfors. År 2013 fick Nyländska Nationen en ny vänförening i Sverige, Värmlands Nation i Uppsala. 

### Finland
- Nylands nation, Helsingfors
- Nyländska Klubben, Vasa

### Sverige
- Göteborgs nation, Lund
- Göteborgs nation, Uppsala
- Värmlands Nation, Uppsala

### Schweiz
- Concordia, Bern (även känd som Studentenverbindung Concordia Bern),

## Förtjänsttecken och stipendier
I Nyländska nationen kan man få olika förtjänsttecken som alla delas ut på årsfesten till personer som visat ett synnerligen starkt intresse för föreningen samt osjälviskt jobbat för föreningens bästa.
På årsfesten utdelas årligen ett Gulnäbbsstipendium som skall gå åt den NN-gulnäbb som uttryckt beaktansvärt intresse för föreningen och t.ex. aktivt deltagit i olika evenemang. Kurator Björn Halenius kamratskapspris tilldelas en sann nyländsk kamrat. Kurator Björn Halenius avled året efter sitt kuratorskap i medlet av 1960-talet.
Man kan även bli invald till Gastarnas orden, som består främst av nationsmedlemmar, men också av personer som har utmärkt sig i vänföreningarna. Det högsta förtjänsttecknet man kan få i Nyländska Nationen är Åran. Det delas traditionsenligt ut endast en åra per år.

## Inspektorer
Linnea Henriksson 2011-
Maria Sommardahl 2008-2010
Joachim Ramström 2005-2007
Ringa Sandelin 1999-2004
Maija Anckar 1996-1998
Anders Nygård 1988-1995
Dag Anckar 1980-1983
Johan Titus Reuter 1969-1971
Tore Modeen 1963-1969
Rolf Pipping 1945-1955
F.W. Klingstedt 1942-1945
Kurt Buch 1937-1942

### Webbkällor
- Om nationen  från nationens egen webbplats